# 里昂歷史
里昂歷史相當久遠，這個地區在史前時代（至少9000年前）已經有人居住。里昂建城的歷史最早可以追溯至羅馬帝國時代，當時因為它位於兩條河流交匯處的緣故，所以迅速成为高卢的主要城市。

## 起源
里昂於前43年建城，當時稱為盧格杜努姆（Lugdunum），是羅馬共和國時期執政官卢基乌斯·穆纳提乌斯·普兰库斯在高盧建立的重要殖民地之一，也是當時魯格頓西斯行省的首府。同時里昂也是位在法國北部到東南部的交匯點。在盧格杜努姆建城300年後，它成為歐洲西北部最重要的城市。克勞狄一世及卡拉卡拉這兩位羅馬帝國皇帝都是出生在盧格杜努姆。

## 基督教傳入
在2至3世紀之間，希臘人將基督教由小亞細亞傳入盧格杜努姆，並且逐漸在當地擴散勢力。

## 中古時代
在西羅馬帝國崩潰後，里昂仍然是一座重要的都市，許多修道者社群也在這裡成立。
根據843年簽訂的凡尔登条约，里昂成為了洛塔林吉亚王国的一部分，然後受到勃艮第國王的統治。里昂後來成為里昂郡的中心，所屬的領地並且在1157年被神聖羅馬帝國腓特烈一世贈予里昂大主教。雖然這個郡領地不大，但是相當具有影響力，並在商業及政治上都具有獨立性。額我略七世在1078年確立高盧大主教的頭銜後，里昂大主教的地位於是逐漸提高。
里昂的獨立地位终止於1312年，法國卡佩王朝的國王腓力四世於該年併吞里昂，將它納入法國的領土。雖然如此，里昂在商業上的影響力並未降低，仍然繼續蓬勃發展。

## 文藝復興時期

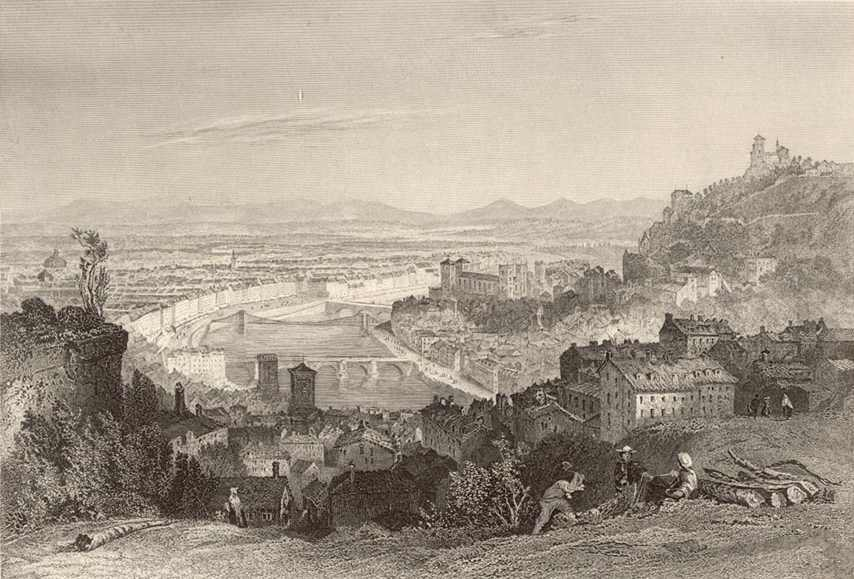
1869年的里昂

在路易十一統治期間（1461-1483），里昂舉辦的展覽會吸引歐洲各地的商人前來參加，特別是義大利商人。里昂於是成為重要的香料交易中心，並且因弗朗索瓦一世授予紡織特權而成為絲綢交易中心。佛罗伦萨的移民也讓里昂成為金融中心，特別是銀行業及金融業。
隨著文藝復興的發展，里昂經濟在十五世紀後期，開始有明顯的增長。里昂的地理位置表示許多來往義大利的藝術家及建築師都會經過此地，他們對於里昂這個時期的建築影響直到現在都還能看見，例如里昂主宫医院。由于丝绸贸易，里昂在19世纪成为重要工业城市。
印刷業在1472年首次出現在里昂，並讓里昂迅速成為歐洲的印刷及出版業中心，地位僅次於威尼斯及巴黎。希伯來語、拉丁語、希臘語、西班牙語、義大利語及法語等不同語言的書籍都有里昂的出版商來印刷出版。
在17至18世紀之間，里昂原本繁榮的絲綢製造並未衰退。雅克·德·沃康松及约瑟夫·马里·雅卡尔發明的新機器對於工業發展貢獻深遠。

## 法國大革命
法國大革命結束了里昂這段平靜且繁榮的時期。里昂在1793年選擇支持吉倫特派，並對抗法國皇室。因此里昂在雅各賓專政時期曾被包圍2個月之久，受到雅各賓派的大肆破壞，並有超過二千人在里昂被處死。在這段時期，里昂的建築工程因此停擺，許多房屋受到破壞，特別是在贝勒库尔广场附近。
法國大革命對於里昂的城市發展帶來巨大的破壞，直至拿破崙上台後，里昂才展開了一系列的重建工作。因此里昂逐漸成為一座工業都市，並且以奧斯曼風格來規劃都市計劃。

## 近代
都市發展持續改變里昂的面貌。在第二次世界大战期间，里昂成為納粹德國的占領地，並成為法國反抗勢力的核心。里昂在第二次世界大戰之後持續進行現代化的改造計畫，並建設許多運輸系統及觀光設施。

## 延伸阅读
- André Latreille, Histoire de Lyon et du Lyonnais, Privat, 1975, avec Richard Gascon & al. ISBN 2-70894-701-X
- Jean-Pierre Gutton, Histoire de Lyon illustrée, Toulouse, Le Pérégrinateur éditeur, 2008, ISBN 2-910352-48-X
- Bruno Benoit et Roland Saussac, Histoire de Lyon

## 外部連結
- Les archives municipales （页面存档备份，存于）